# IC 4507
IC 4507 је спирална галаксија у сазвјежђу Волар која се налази на листи објеката дубоког неба у Индекс каталогу.
Деклинација објекта је + 18° 27' 21" а ректасцензија 14h 47m 42,1s. Привидна величина (магнитуда) објекта IC 4507 износи 14,8 а фотографска магнитуда 15,6. IC 4507 је још познат и под ознакама MCG 3-38-16, CGCG 105-27, PGC 52834.